# Aderpas ugandicola
Aderpas ugandicola là một loài bọ cánh cứng trong họ Cerambycidae.